# سومالی در المپیک تابستانی ۱۹۹۶
سومالی در بازی‌های المپیک تابستانی ۱۹۹۶ که در آتلانتا، ایالات متحده آمریکا برگزار شد، حضور داشته‌است. سومالی، در پی سقوط کشور در هرج و مرج از حضور در بازی‌های ۱۹۹۲ بازمانده بود. هرچند که این کشور در سال ۱۹۹۶ همچنان فاقد دولت بود، اما کمیتهٔ ملی المپیک سومالی کاروانی کوچک از نمایندگان را به بازی‌های آتلانتا اعزام کرد.

## نتایج بر پایه رویداد

### دو و میدانی

#### مردان
رویدادهای میدانی و جاده‌ای
| ورزشکار          | رویداد    | دور مقدماتی اول | دور مقدماتی اول | دور مقدماتی دوم | دور مقدماتی دوم | نیمه‌نهایی          | نیمه‌نهایی          | فینال              | فینال              |
| ورزشکار          | رویداد    | زمان            | رتبه            | زمان            | رتبه            | زمان               | رتبه               | زمان               | رتبه               |
| ---------------- | --------- | --------------- | --------------- | --------------- | --------------- | ------------------ | ------------------ | ------------------ | ------------------ |
| ابراهیم محمد عدن | ۸۰۰ متر   | ۱:۴۷٫۳۱         | ۲۴              | ن/م             | ن/م             | به این مرحله نرسید | به این مرحله نرسید | به این مرحله نرسید | به این مرحله نرسید |
| عبدی بیله        | ۱٬۵۰۰ متر | ۳:۴۲٫۳۲         | ۲۳ Q            | ن/م             | ن/م             | ۳:۳۳٫۳۰            | ۳ Q                | ۳:۳۸٫۰۳            | ۶                  |
| ابوبکر حسن عدنی  | ۵٬۰۰۰ متر | ۱۵:۱۹٫۸۰        | ۳۶              | ن/م             | ن/م             | به این مرحله نرسید | به این مرحله نرسید | به این مرحله نرسید | به این مرحله نرسید |
| عبدی اسحاق       | ماراتن    | ن/م             | ن/م             | ن/م             | ن/م             | ن/م                | ن/م                | ۲:۵۹٫۵۵            | ۱۱۰                |

کلید
- یادداشت–رتبه‌های ارائه‌شده برای رویدادهای میدانی تنها شامل مرحلهٔ مقدماتی ورزشکار می‌شوند
- Q = احراز صلاحیت برای دور بعدی
- q = احراز صلاحیت برای دور بعدی به‌عنوان سریع‌ترین بازنده یا, در رویدادهای میدانی، بر پایه جایگاه بدون دستیابی به هدف احراز صلاحیت
- ر. م. = رکورد ملی
- ن/م = رویداد فاقد این دور مسابقه است
- Bye = ورزشکار ملزم به شرکت در این دور نبوده‌است